# Pseudowintera colorata
Pseudowintera colorata ist eine Pflanzenart in der Familie der Winteraceae aus dem nördlichen Neuseeland. Sie ist als (Mountain) Horopito oder Pepperwood bekannt.
Sie wird oft mit Pseudowintera axillaris verwechselt, die aber als Baum wächst und keine geleckten, aber glänzende Blätter besitzt.

## Beschreibung
Pseudowintera colorata wächst als immergrüner Strauch bis über 3,5 Meter hoch.
Die wechselständigen, einfachen Laubblätter sind kurz gestielt. Sie sind ledrig, oft wellig, eiförmig bis verkehrt-eiförmig, stumpf bis rundspitzig, seltener spitz und ganzrandig. Die Blätter sind unterseits gräulich glauk und 4–8 Zentimeter lang. Die Blätter sind oberseits kahl, matt und grün bis gelb, und an sonnigeren Lagen meist rötlich gefleckt.
Es werden achselständige und büschelige Blütenstände gebildet, die Blüten erscheinen einzeln oder bis zu dritt. Die kleinen, kurz gestielten, grünlich-gelben, 5–6-zähligen Blüten sind zwittrig mit doppelter Blütenhülle. Die Kelchblätter sind flach becherförmig verwachsen mit undeutlichen Zipfeln. Die ausladenden, länglichen und stumpfen Petalen sind bis 5 Millimeter lang. Es sind bis zu fünf oberständige, keilförmige Stempel mit sitzenden, fast endständigen Narben vorhanden. Es sind bis zu 20 kurze, fleischige und keilförmige Staubblätter ausgebildet.
Es werden rundliche bis ellipsoide, 5–6 Millimeter große, zwei- bis dreisamige, dunkelrote oder schwarze Beeren gebildet. Die texturierten Samen sind bis 3,5 Millimeter groß.

## Verwendung
Blätter und Rinde werden medizinisch genutzt.
Die pfefferigen Blätter werden als Gewürz verwendet. Sie sollten nicht lange erhitzt werden, sonst verliert sich der Geschmack.